# Graveron-Sémerville
Graveron-Sémerville é uma comuna francesa na região administrativa da Normandia, no departamento de Eure. Estende-se por uma área de 8 km². Em 2010 a comuna tinha 314 habitantes (densidade: 39,3 hab./km²).